# Colette Grinevald
Pour les articles homonymes, voir Grinevald.
Colette Grinevald est une linguiste française.

## Biographie
Elle travaille au laboratoire Dynamique du Langage de l'Institut des Sciences de l'Homme Lyon-II.
Elle a principalement étudié les langues mayas et les langues chibchas. Ses travaux scientifiques portent également sur le rôle du linguiste de terrain et les types de locuteurs. Elle a travaillé avec l'UNESCO en vue de définir la vitalité des langues et leur capacité à rester encore vivantes dans l'avenir. 

## Référence
1. ↑  (fr) En 2100, les Terriens parleront 3 000 langues de moins, dans le quotidien Le Monde du 31 décembre 2005